# Led Zeppelin
Led Zeppelin var en britisk rockgruppe, som udgav deres første album i 1969. Gruppen bestod af Jimmy Page (forhenværende guitarist for The Yardbirds), Robert Plant, John Paul Jones og John Bonham. Led Zeppelins musik bliver ofte kaldt for Heavy Metal, dog insisterede de selv på, at de var en bluesgruppe (i realiteten nok nærmere blues-rock).
Led Zeppelin er en af verdens bedst sælgende bands. Mange af Led Zeppelins melodier bruges og har været brugt meget på både TV og i film.
Led Zeppelin blev opløst i 1980 pga. trommeslager John Bonhams død.
Led Zeppelins største hit "Stairway To Heaven", udkom på deres 4. album (som officielt er uden titel). "Stairway To Heaven" er en klassiker inden for rock. Nummeret siges at indeholde satanistiske beskeder, hvis man spiller det baglæns, og det er et nummer, guitaristen Jimmy Page arbejdede på allerede under Led Zeppelins 3. album Led Zeppelin III. Han færdiggjorde den til deres 4. album.
I Danmark findes et kopiband, Led Zeppelin Jam, med bl.a. Alex Nyborg Madsen.
Led Zeppelins 4. album indeholder megen mystik, bl.a. var det noget nyt, at man valgte hverken at skrive bandets navn eller pladens titel på det, ikke engang pladeselskabets tryk måtte komme på, kun 4 symboler Arkiveret 8. januar 2007 hos  Wayback Machine, der blandt fansene gav albummet tilnavnet "Four symbols", mens de fleste bare kalder den for Led Zeppelin IV.

## Historie
The "New Yardbirds"
Led Zeppelin kan spores tilbage til det engelske bluespåvirkede rockband, The Yardbirds, som guitarist, Jimmy Page sluttede sig til i 1966 for at spille bas, efter den oprindelige bassist, Paul Samwell-Smith, havde forladt gruppen. Kort tid efter dropper Page bassen til fordel for jobbet som lead-guitarist, hvilket gav bandet to lead-guitarister, da Jeff Beck sad på den anden. Da Beck forlader bandet i oktober 1966, ønsker Page at danne en supergruppe bestående af Keith Moon, John Entwistle, Jeff Beck (sangerne Donovan, Steve Winwood og Steve Marriott blev også overvejet til projektet) og han selv. Gruppen blev dog aldrig dannet, skønt Page, Beck og Moon fik indspillet en sang sammen i 1966 under titlen, Beck's Bolero, som indgår på Becks album, Truth (1968). Indspilningerne inkluderede også bassist/keyboardist, John Paul Jones, som fortalte Page, at han ville være interesseret i at arbejde sammen i fremtidige projekter.
The Yardbirds afholdt deres sidste koncert i juli 1968, efter at deres sanger, Keith Relf og trommeslager, Jim McCarty forlod bandet for at danne et radikalt anderledes band, Renaissance, som skulle fusionere klassisk musik med rock- og folk-elementer. Imidlertid var The Yardbirds stadig forpligtet til at skulle afholde en række koncerter i Skandinavien, så McCarty og Relf bemyndigede Page og bassisten, Chris Dreja til at bruge navnet The Yardbirds for at opfylde bandets forpligtelser.
Page og Dreja begyndte at sammensætte en ny opstilling af medlemmer. Terry Reid afviste Pages ønske om at få ham med som sanger, men foreslog i stedet Robert Plant, en ung sanger fra Birmingham, som han kendte. Plant tog imod tilbuddet, og anbefalede trommerslageren, John Bonham fra det nærliggende Redditch. Da bassisten Dreja trak sig ud af projektet for at blive fotograf – han tog senere billedet, der er på bagsiden af LZ's debutalbum – blev Jones kontaktet af Jimmy Page, som fortalte om den ledige plads. Da Paul Jones var klar over Pages kvalifikationer takkede han ja til tilbuddet om at blive bandets nye bassist.
Gruppen spillede for første gang sammen på plade på P.J. Probys sidste indspilningsdag. Proby mindes: "Come the last day we found we had some studio time, so I just asked the band to play while I just came up with the words. ... They weren't Led Zeppelin at the time, they were the New Yardbirds and they were going to be my band."
Bandet fuldførte deres skandivaviske turné under navnet "The New Yardbirds". Den 7. september 1968 spillede bandet for første gang sammen foran et publikum i Gladsaxe Teen Club. Efter en smule drøftelse blev navnet "Led Zeppelin" valgt som deres nye navn, men hvordan navnet blev valgt er usikkert. Et populært gæt, som næsten er blevet legendarisk, er at det var Keith Moon og John Entwistle, trommeslager og bassist i The Who, der foreslog at en mulig supergruppe, der indeholdt dem selv og Jimmy Page samt Jeff Beck ville gå ned som en "lead balloon", en betegnelse som John Entwistle brugte til at beskrive en dårlig koncert. Bandet droppede med fuldt overlæg a'et i "lead" på tilskyndelse fra deres manager, Peter Grant, for at forhindre "thick Americans" fra at udtale det "leed".
Den 10. december 2007 var de overlevende medlemmer af Led Zeppelin genforenet til en hyldestkoncert for Ahmet Ertegün i London. På trommer var Jason Bonham, der er søn af det afdøde medlem af Led Zeppelin, John Bonham.

## Diskografi

### Studiealbums
- Led Zeppelin, 1969.
- Led Zeppelin II, 1969.
- Led Zeppelin III, 1970.
- Led Zeppelin IV, 1971.
- Houses Of The Holy, 1973.
- Physical Graffiti, 1975.
- Presence, 1976.
- In Through The Out Door, 1979.
- Coda, 1982.

### Opsamlingsalbums
- Remasters, [(1990)]
- "BBC Sessions", [(CD One, rec. 1969. CD Two, rec. live 1971.) Issued 1997]
- Early days & Latter Days, 2002
- How the West Was Won, 2003
- Mothership, 2007

## Fodnoter
1. ↑  Heveins profil på MySpace
2. ↑  Anmeldelse af The Mars Voltas The Bedlam in Goliath, Metal Hammer, februar 2008